# Barnamedve

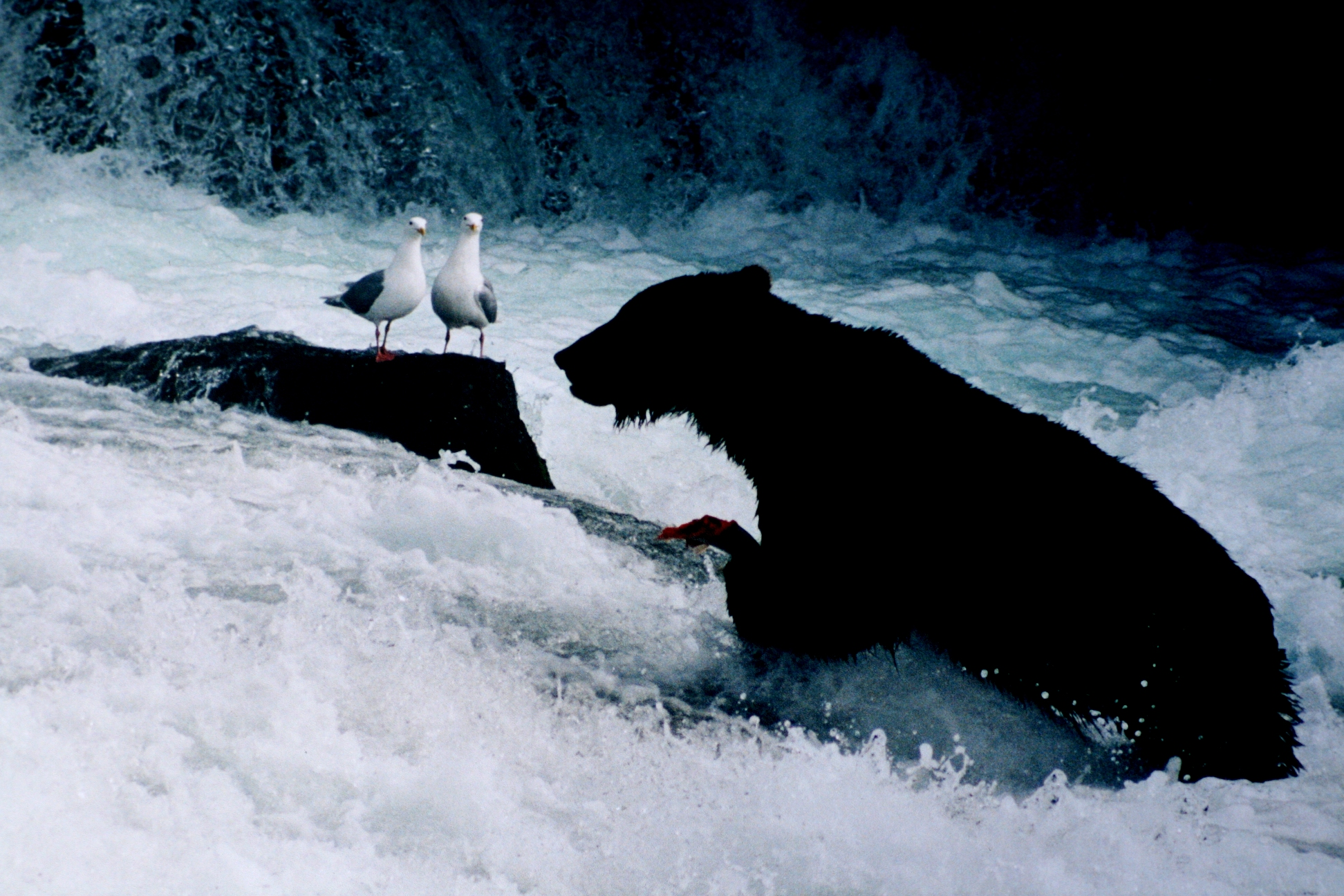
Szereti a halat is

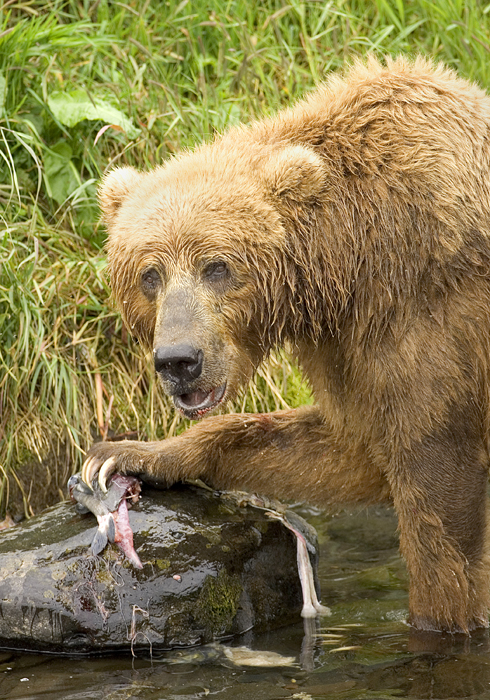
Lazacon lakmározó grizzly

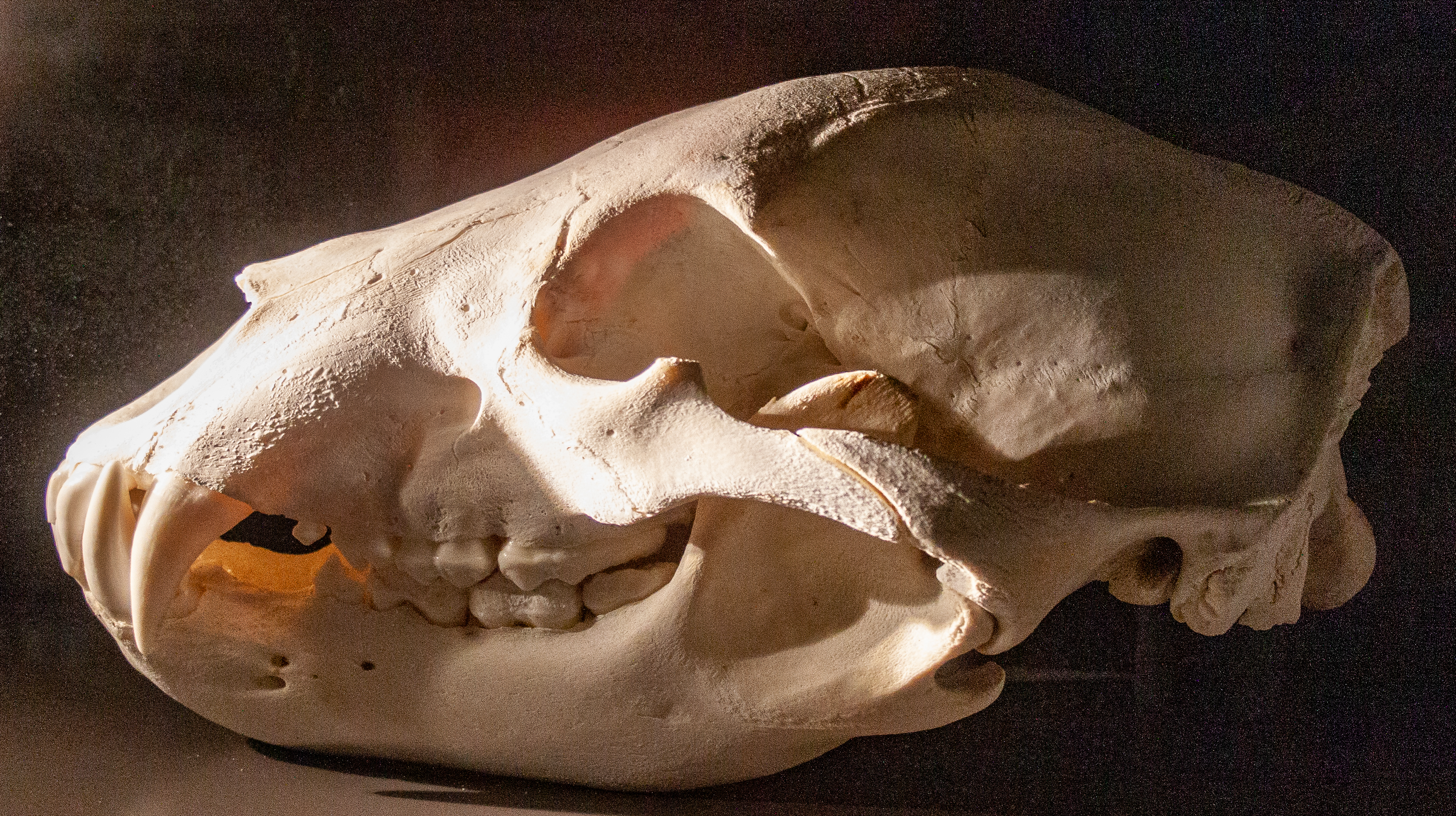
Barnamedve koponyája a Celjei Regionális Múzeumban

A barnamedve (Ursus arctos) a medvefélék (Ursidae) családjának legjobban elterjedt faja, a ragadozók rendjének egyik legnagyobb termetű szárazföldi faja.

## Elterjedése, élőhelye
Az eurázsiai kontinens mintegy felén, továbbá Alaszkában, az Amerikai Egyesült Államok és Kanada nyugati részén is megtalálhatjuk. 
Mexikó területéről és az Atlasz-hegység vidékéről (ahol két különálló alfaja élt) mára kihalt. Különböző alfajai rendkívül változatos élőhelyekhez alkalmazkodtak a félsivatagoktól a magashegységeken át a tundráig; az alfajok testfelépítése, mérete és viselkedése egyaránt jelentősen különbözik. A törzsváltozat a mérsékelt égöv magasabban fekvő, egybefüggő erdőségeit kedveli.
Európában korábban általánosan elterjedt volt, de napjainkra néhány magasabb hegységbe szorult vissza, kivéve Erdélyt, ahol leköltözött a dombvidékekre, sőt a szántóföldekre is, például ősszel a kukoricásokba.
Nagy számban él az erdélyi Kárpátokban, különösen a Keleti-Kárpátokban és azt övező dombvidéken, főleg a Székelyföldön, a Kárpátkanyarban. Számuk becslések szerint 7000 és 20 000 között van, ebből a mai Kovászna megye állománya becslések szerint 1400, Hargita megyéé 2100, összben a négy történelmi megye, Maros és Brassó megyével együtt kb. 6000 medvének szolgál lakóhelyül. Számuk évente országosan kb. ezerrel gyarapodik, mivel nagyon ritka esetben engednek elejteni egyet is, az anyamedve pedig 2-3-4 bocsot ellik.
Erdélyben nem hivatalos medveszafari park a Szent Anna-tó és környéke, nemigen lehet úgy ott egy napot eltölteni, hogy az ember ne találkozzék medvével. Városi megfigyelési helynek pl. Tusnádfürdő ajánlott, vagy Bálványos ahol az utcán is járkálhatnak, de ez bárhol előfordulhat város- vagy faluszélen, mint Sepsiszentgyörgy, Szováta, Azuga, vagy a brassói Rakodó-negyed. Rendszeres látogatója a kempingezőhelyeknek, magányos szállodáknak, a menedékházak környékén is gyakran megfordul.
Stabil állományai élnek Szlovéniában, Szlovákiában – például az Alacsony- és Magas-Tátrában, a Fátrában, valamint a Szlovák Paradicsomban és Skandináviában is.
Magyarország mai területéről az 1850–1860-as években kipusztult. Az ezt követő másfél évszázadban csak egy-egy esetben fordult elő (1938 Mátraszele–Bárna; 1983 Zebegény), majd az 1990-es évek közepétől – a szlovákiai állomány gyarapodásával párhuzamosan – már történtek szórványos észlelések a Börzsönyben, az Ipoly mentén és a Bükk-vidéken is. Legkésőbb 2014 elejétől pedig újra állandóvá vált a jelenléte Salgótarján környékén (Litke–Etesi-dombság, Karancs, Medves-fennsík, Felső-Tarnai-dombság); a következő télen már bizonyítottan át is telelt egy példány. A medve a felvidéki erdőségekből az Ipoly-völgyön keresztül juthat el a megtelepedésre alkalmas hazai élőhelyekre (Börzsöny, Mátra, Bükk-vidék). 2015-ben az Aggteleki-karszton is felbukkant egy példány. 2018-ban több egymást követő medve-észlelés is bejárta a magyar médiát, jellemzően a Bükki Nemzeti Park területéről illetve Pest megyéből. Szakemberek szerint akár négy-öt medve is kóborolhat Észak-Magyarországon, amelyek valószínűleg természetes életvitelük revén, a Tátra térségéből kerültek az országhatáron belülre.

## Megjelenése, felépítése
Teste 1–2,8 méter hosszú, tömege ennek megfelelően 80–680 kilogramm; az európai barnamedvéé 100–340, ritkán akár 450 kg is lehet.
Színe a halványtól a sötétbarnáig változik, fejformája a kerek tompa, „mackós” arctól a hosszú, elnyújtott, kutyára hasonlító pofáig változik.

## Életmódja, élőhelye
Jellemzően az összefüggő, nagy erdőségekben él. Bár rendszertanilag és fogazata alapján a ragadozók közé tartozik, a gyakorlatban tipikus mindenevő; megeszik gyakorlatilag mindent, legyen az fű, gomba, gyökér, erdei gyümölcs, rovar, kisemlős vagy szarvas méretű állat. Nyáron elsősorban növényeket, terméseket és hagymákat fogyaszt, ősszel gyümölcsöket — alma, vadalma, körte, vackor, szilva, kökény. Szereti a gabonát is, pl. a tejes törőbúzát.
A húsra kapott medve elsősorban juhokat, disznókat zsákmányol, de szarvast, zergét, őzet is. Nem veti meg a városi kukákat sem, amelyekhez bocsait is elvezeti. Gyakran ólálkodik esztenák, istállók, ólak közelében – főleg ha azok az erdőszélen, fenn a havasi legelőkön vagy csak a faluszélen vannak. Embereket általában nem zsákmányol, de ha kölykeit félti vagy támadó szándékot alít, könnyen agresszívvá válhat.
Táplálék után kutatva előszeretettel ássa ki az üreglakó állatokat, például az egereket, mormotákat, rókákat.  Étrendjében kiemelt helyen szerepelnek az ízeltlábúak, például a hangyák és a molylepkék lárvái, a mézet pedig közmondásosan kedveli. Ezek a fehérje- és zsírforrások különösen ősszel, a téli álom előtt fontosak, amikor zsírt halmoz fel a kemény hónapokra. A dögöt sem veti meg — sőt, elássa a zsákmányt és napokig rájár.
Egyes alfajai eltérő mértékben vadásznak nagyobb állatokra — a grizzly például nemcsak a jávorszarvast, de alkalmanként még a fekete medvét is elejti. Elsősorban az észak-amerikai medvék szednek súlyos vámot a vándorló lazacokból. Egy-egy kedvező folyószakaszon több medve is összegyűlik, hogy a vízben állva kapkodják ki az árral birkózó halakat. Több esetben megfigyelték a barnamedvék kannibalizmusát: főleg az idősebb hímek hajlamosak arra, hogy felfalják a fiatalokat. Természetes ellensége gyakorlatilag nincs, de a szibériai tigrissel kölcsönösen felfalják a másik faj fiatalabb példányait. Az ilyen eset elég ritka.
A barnamedve bármely napszakban lehet aktív, de rendszerint reggel és este táplálkozik, a nap többi részét pedig fedezékében tölti. Ehhez többnyire egy mélyedést ás magának, és belefekszik. Több száz kilométert is bekóborol egy év alatt, mindig az adott évszakban legtöbb táplálékot kínáló területeket keresve.
Magatartása korlátozottan territoriális; táplálékbőség idején (mint a fentebb említett lazachalászatnál vagy a gazdagabb áfonyásokban) többen is összegyűlhetnek. Ilyenkor több korosztályból álló családi csoportok alakulnak ki, és ezekben viszont már megfigyelhetők az egyedi erőn alapuló dominancia-viszonyok. A legerősebb hímek a legmagasabb rangúak, bár a bocsaikat védő nőstények a legagresszívabbak. Az év többi részében rendszeresen megjelöli és bejárja az általa uralt területet; eközben naponta több tucat kilométert is megtehet. A hímek territóriuma alfajtól és élőhelytől függően tucatnyitól több ezer négyzetkilométerig terjedhet; a nőstényeké mintegy harmadakkora.
A téli nyugalmi időszak a tél elején kezdődik, és a helyi viszonyoknak megfelelő ideig tart (a melegebb vidékeken el is maradhat). A nyugalomra vonuló medve leginkább nagy kövek, vagy óriásfák gyökerei közé odút ás, majd száraz növényekből bealmol magának. Nem ritkán több, egymást követő évben ugyanazt az odút használja. A nyugalmi időszakban nem hibernálódik, gyakran felébred, ezért ez nem igazi téli álom, mint egyes rágcsálóknál, hüllőknél és kétéltűeknél. Télen testsúlya jelentősen (akár a negyedével is) csökken, ezért tavasszal igyekszik mielőbb regenerálódni.

### Szaporodása
A nőstény medvék a 10–30 napos párzási időszakban (ivarzás, ösztrusz) több hímmel is párosodhatnak. A hímek megküzdenek egymással a párosodás jogáért, és a nyertes 1–3 hétig igyekszik is védeni a megszerzett nőstényt.
Leginkább május és június között párzanak, viszont a megtermékenyített petesejt beágyazódása rendszerint késik 5 hónapot, vagyis a téli nyugalmi időszak kezdetéig. A vemhesség ezután 6–8 hétig tart, vagyis a gyámoltalan, csupasz és vak bocsok (rendszerint 2-3) télen születnek meg. A kezdetben mindössze 340–680 grammos bocsok gyorsan fejlődnek: 3 hónapos korukra elérik a 15 kg-ot, a 6. hónapban a 25 kg-ot. 18–30 hónapos korukig szopnak, de 5 hónapos koruk után már nem csak anyatejen élnek. A fiatalok legalább a második tavaszig, de a legtöbbször 3–4 évig anyjukkal maradnak. A hím medvék nem vesznek részt az utódok gondozásában, sőt, kifejezetten veszélyeztetik azokat. Ezért az anyamedve rendkívül agresszíven lép fel minden vélt és valós támadóval szemben (ilyenkor lehet különösen veszélyes az emberre). A nőstény csak akkor lesz újra fogamzóképes, ha a bocsai elhagyják vagy idő előtt elpusztulnak; ez magyarázza a hímek gyilkos szándékait.
A fiatalok 4–6 évesen válnak ivaréretté, de 10–11 éves korukig még nőnek. A természetben körülbelül 25 évet élnek, állatkertben azonban az 50 éves kort is megérhetik.

## A medvehús
Bár kevésbé ismert, de a medve húsa évezredek óta kedvelt csemege, noha fogyasztása sosem volt jelentős olyan vadonélő állatokkal ellentétben, mint a szarvas. A középkorban volt kifejezetten kulináris a medvehús fogyasztása, leginkább a medvecsülöké. Erdélyben ma is népszerű fogás a medvepörkölt. Az eszkimó népcsoportok is megeszik az elejtett jegesmedve húsát, és ez az egyetlen olyan hús, amit sohasem nyersen esznek, mindig megfőzik. A jegesmedve máját sosem eszik meg, mert annak óriási A-vitamin-tartalma károsíthatja a vesét és a májat. A medvehúst alaposan meg kell főzni vagy sütni, mivel egy trichinella nevű parazita fordulhat elő benne, és halálos féregfertőzést okozhat. A trichinella az észak-amerikai medvék húsában a leggyakoribb. A medvehús íze változó, függ az élőhelytől és a medve étrendjétől. A legjobb a kétéves vagy annál fiatalabb bocsok húsa. Különösen a sok halat evő medvék húsa ízletes.

## Medvetáncoltatás
Európában és a Közel-Keleten évszázadokon át a fogságban tartott barnamedvéket vásárokban mutogatták, ezt nevezték medvetáncoltatásnak. A munkát elsősorban vándorló cigányok végezték, a megláncolt állatokat izzó parázzsal idomították. Az állatkínzó gyakorlatot a Balkán-félsziget országaiban csak a 21. századra sikerült felszámolni.

## Alfajai
- Európai barnamedve (Ursus arctos arctos); Európa, a Kaukázus vidéke és Nyugat-Szibéria
- Szíriai barnamedve (Ursus arctos syriacus); a Közel-Kelet
- Atlasz-medve (Ursus arctos crowtheri); Észak-Afrika, kihalt
- Góbi medve (Ursus arctos gobiensis); Mongólia
- Himalájai barnamedve (Ursus arctos isabellinus); Nepál és Észak-India
- Tibeti barnamedve vagy kék medve (Ursus arctos pruinosus); Tibet és Nyugat-Kína
- Hokkaidói barnamedve (Ursus arctos yesoensis); Hokkaido, Japán
- Kelet-szibériai barna medve (Ursus arctos collaris); Szibéria keleti része a Jenyiszej folyótól az Altaj hegységig
- Usszuri barnamedve (Ursus arctos lasiotus); Oroszország Tengermelléki határterülete (Amur/Usszuri vidéke), Szahalin sziget, a déli Kuril-szigetek és Kína északkeleti része
- Kamcsatkai barnamedve (Ursus arctos beringianus); a Kamcsatka-félsziget és a közeli Paramushir-sziget
- Kodiak-medve (Ursus arctos middendorffi); a Kodiak- Afognak- és Shuyak-szigetek (Alaszka)
- Grizzly medve (Ursus arctos horribilis); Észak-Amerika
- Mexikói grizzly (Ursus arctos nelsoni); Mexikó, feltehetően kihalt
- Kaliforniai grizzly (Ursus arctos californicus); Kalifornia, kihalt
- Ursus arctos alascensis
- Ursus arctos dalli
- Ursus arctos gyas
- Ursus arctos marsicanus

## Képek

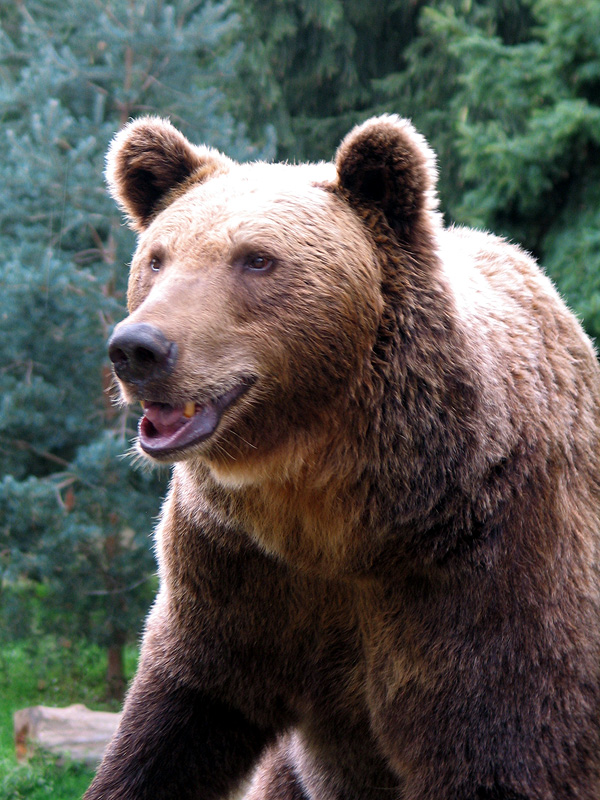
Európai barnamedve (Ursus arctos arctos)
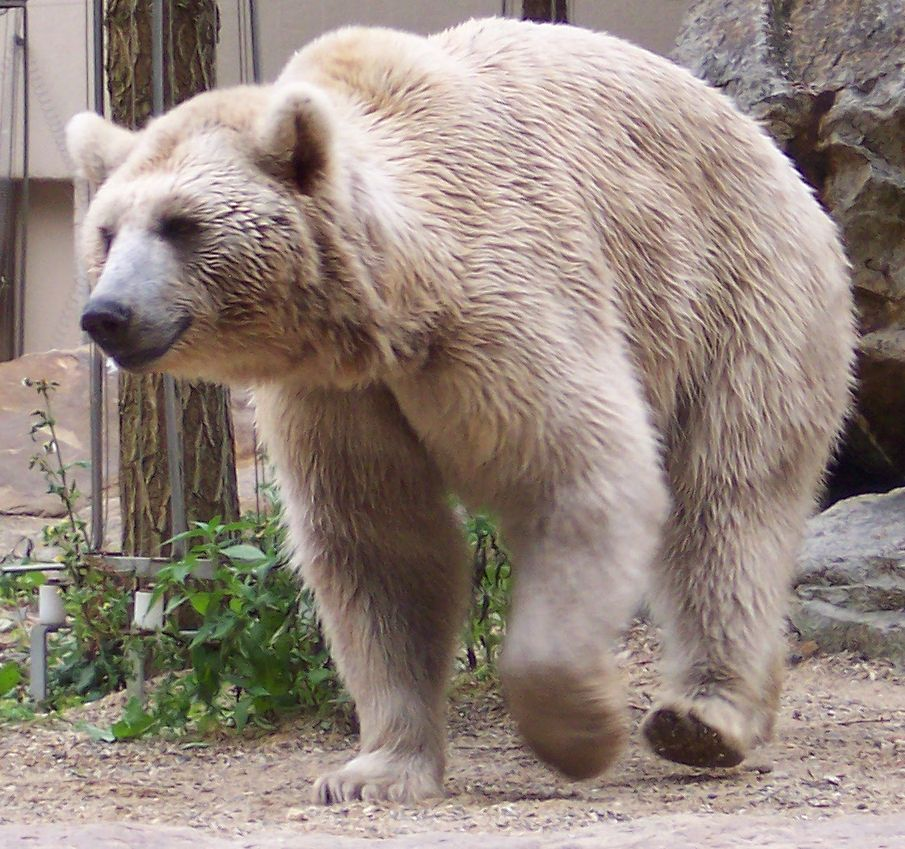
Szíriai barnamedve (Ursus arctos syriacus)
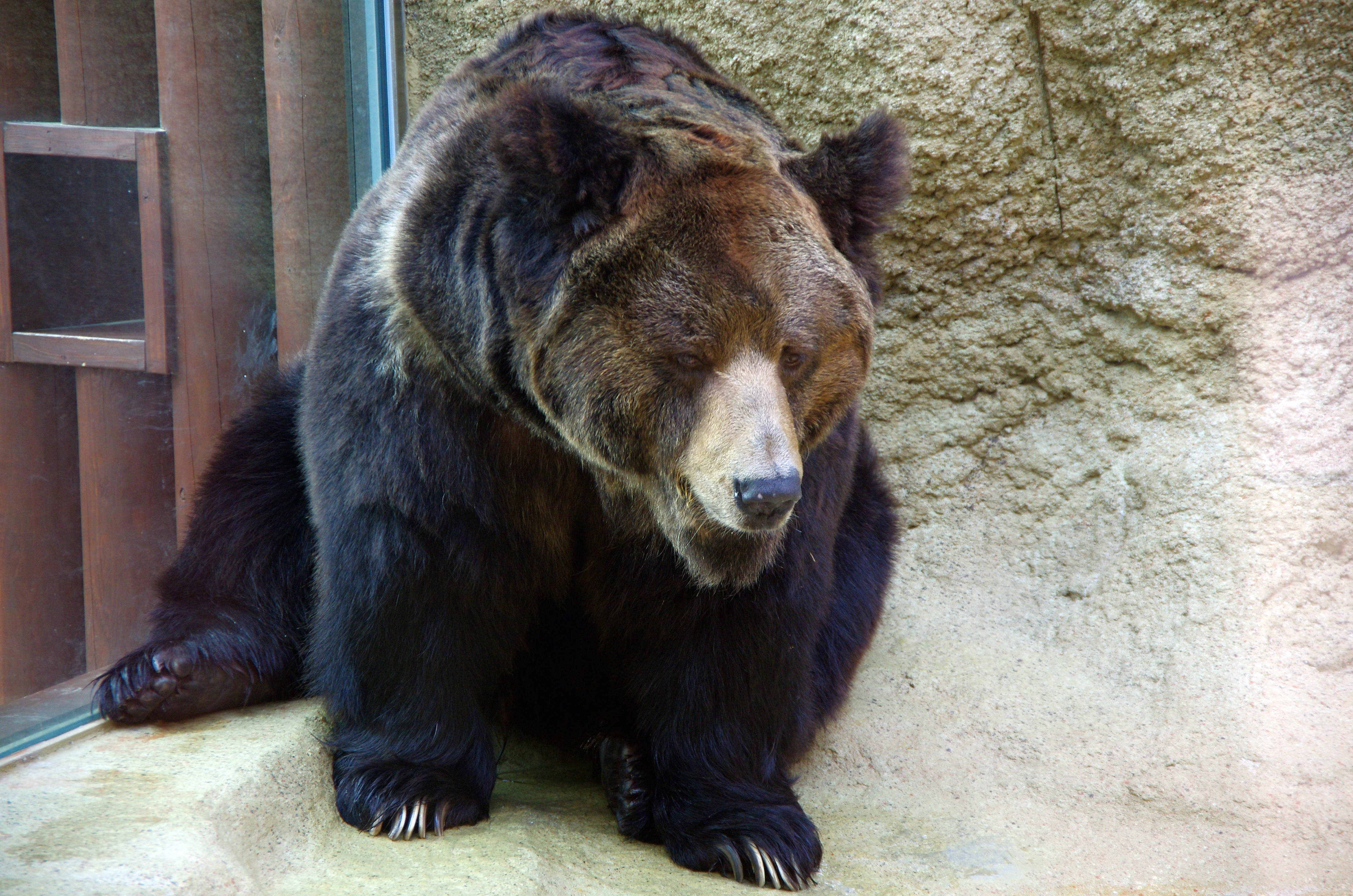
Tibeti barnamedve (Ursus arctos pruinosus)
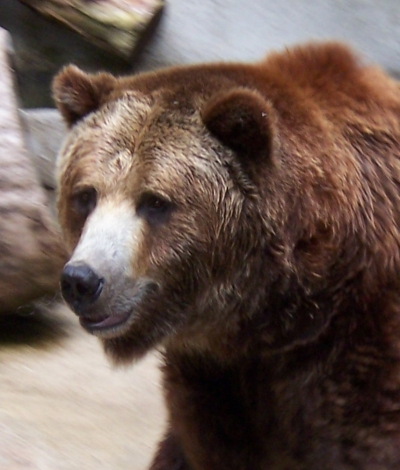
Grizzly medve (Ursus arctos horribilis)
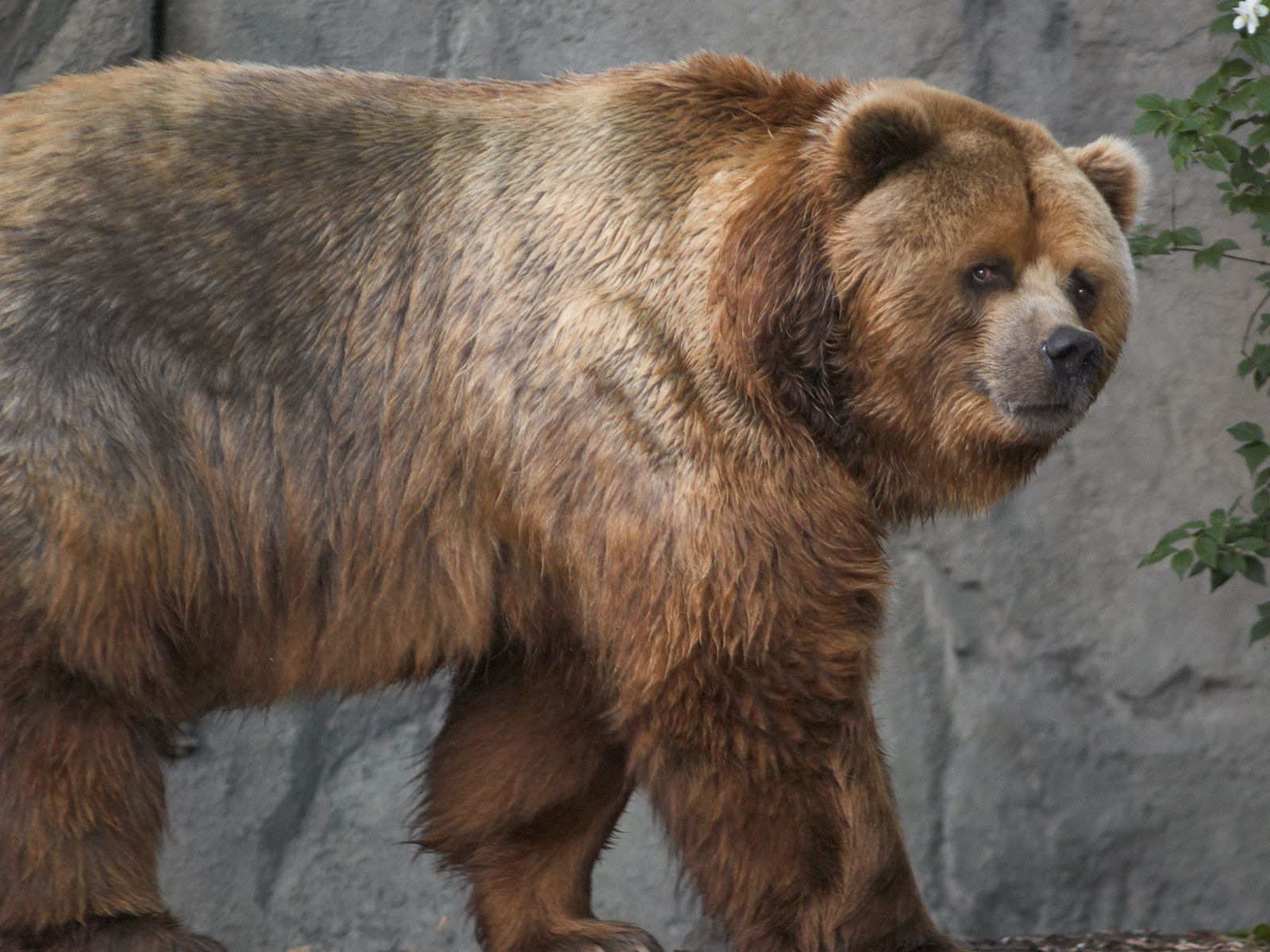
Kodiak-medve (Ursus arctos middendorffi)
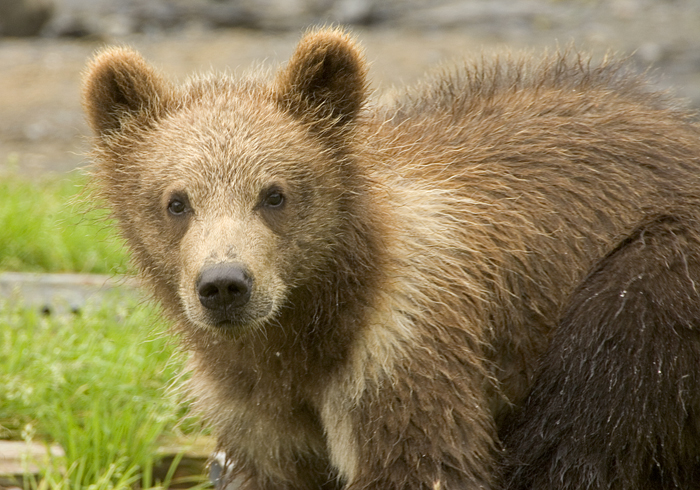
Barnamedvebocs
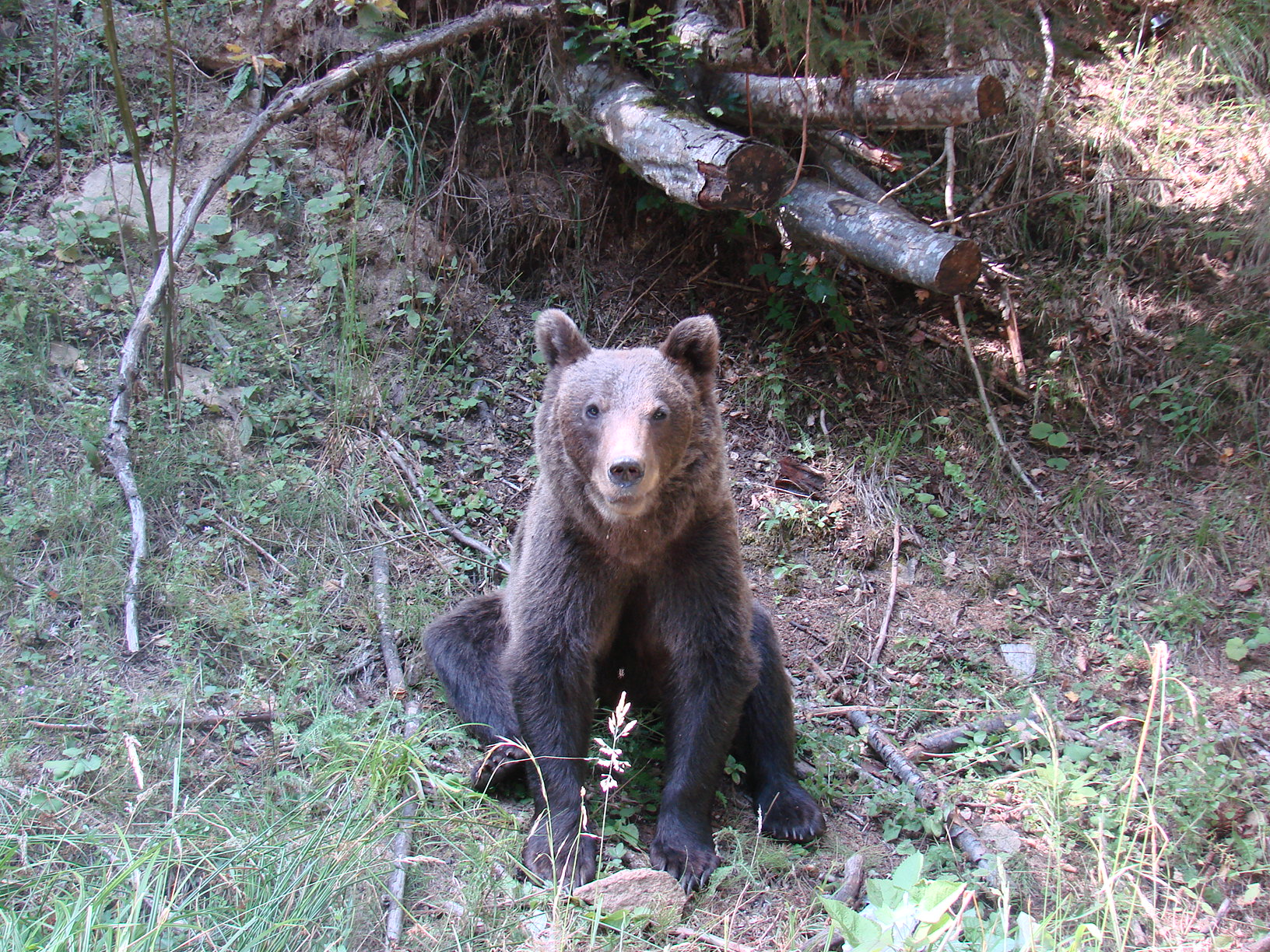
Barnamedve pihenés közben
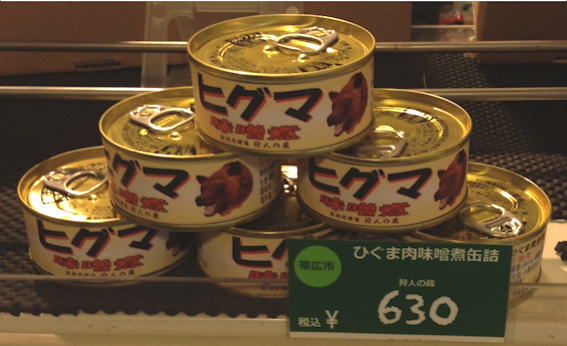
Japán medvehúskonzerv